# Squamobibracte
Squamobibracte is een geslacht van rechtvleugeligen uit de familie veldsprinkhanen (Acrididae). De wetenschappelijke naam van dit geslacht is voor het eerst geldig gepubliceerd in 1989 door Ingrisch.

## Soorten
Het geslacht Squamobibracte  is monotypisch en omvat slechts de volgende soort:
- Squamobibracte doipui (Ingrisch, 1989)